# Esplanadi

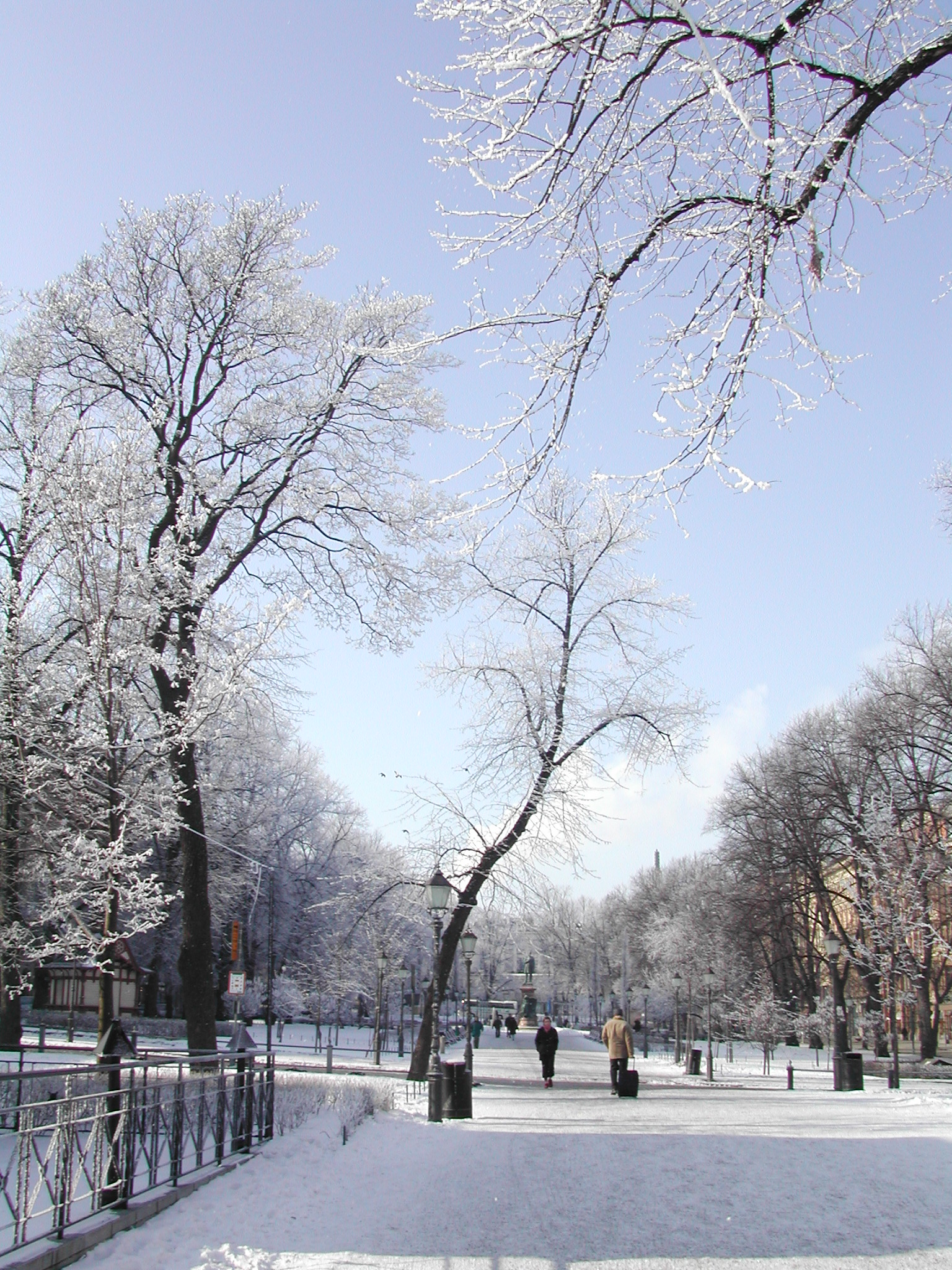
Le parc de l'Esplanade l'hiver.

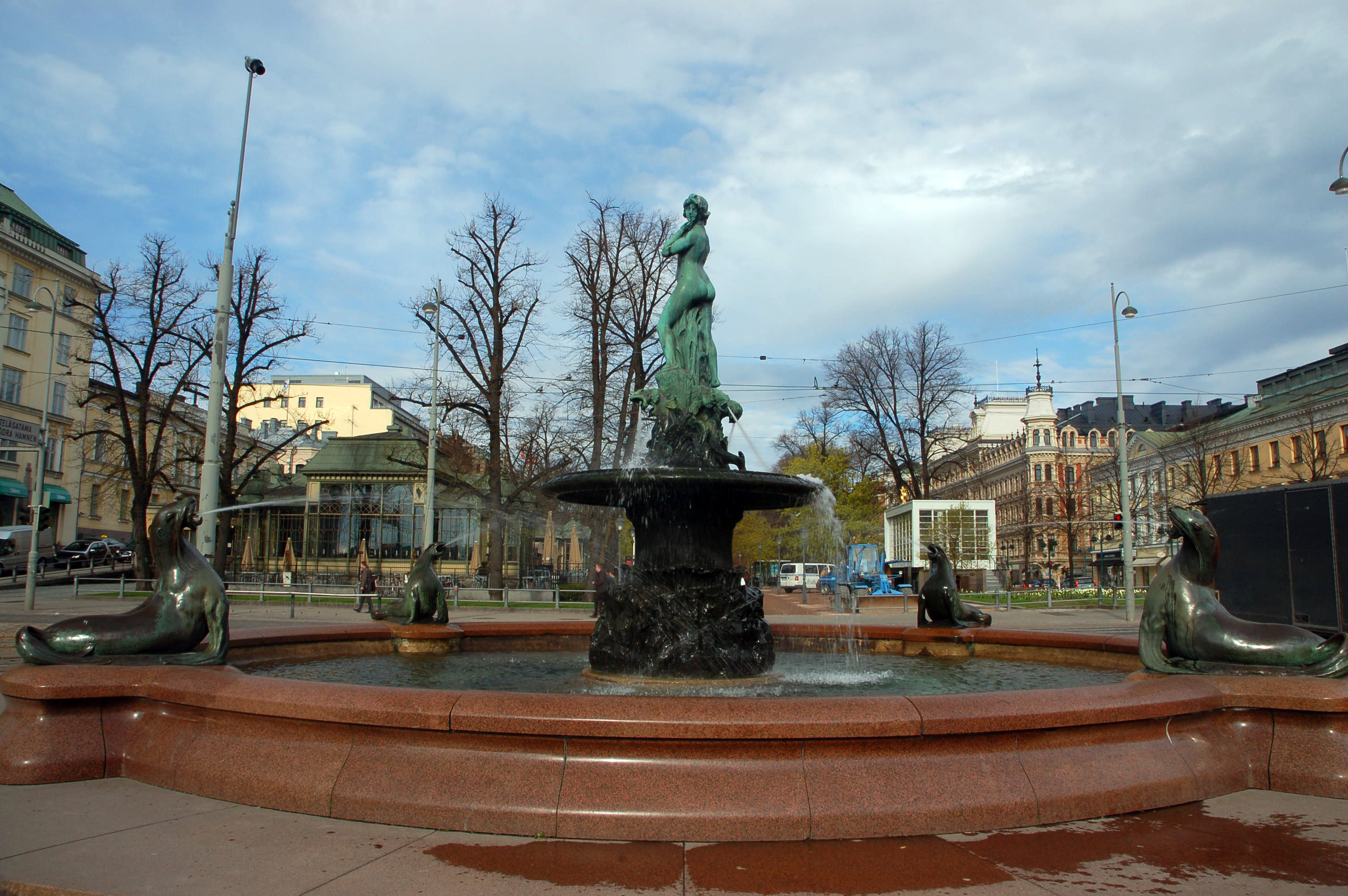
Havis Amanda, au fond l'esplanadi.

Esplanadi, en suédois Esplanaden (en français l'Esplanade) est le nom qui désigne collectivement deux rues et un parc du centre de la capitale finlandaise Helsinki. Elle est souvent surnommée Espa par les habitants de la capitale. Entre les rues Pohjoisesplanadi et Eteläesplanadi (Esplanade Nord et Sud), bordées de boutiques de luxe, de cafés et de ministères, on trouve un parc fondé en 1812 lors de la conception par Johan Albrecht Ehrenström du plan géométrique actuel de la cité.
Le parc s'étend de la  place Erottaja à la Place du Marché d'Helsinki.

## Les rues

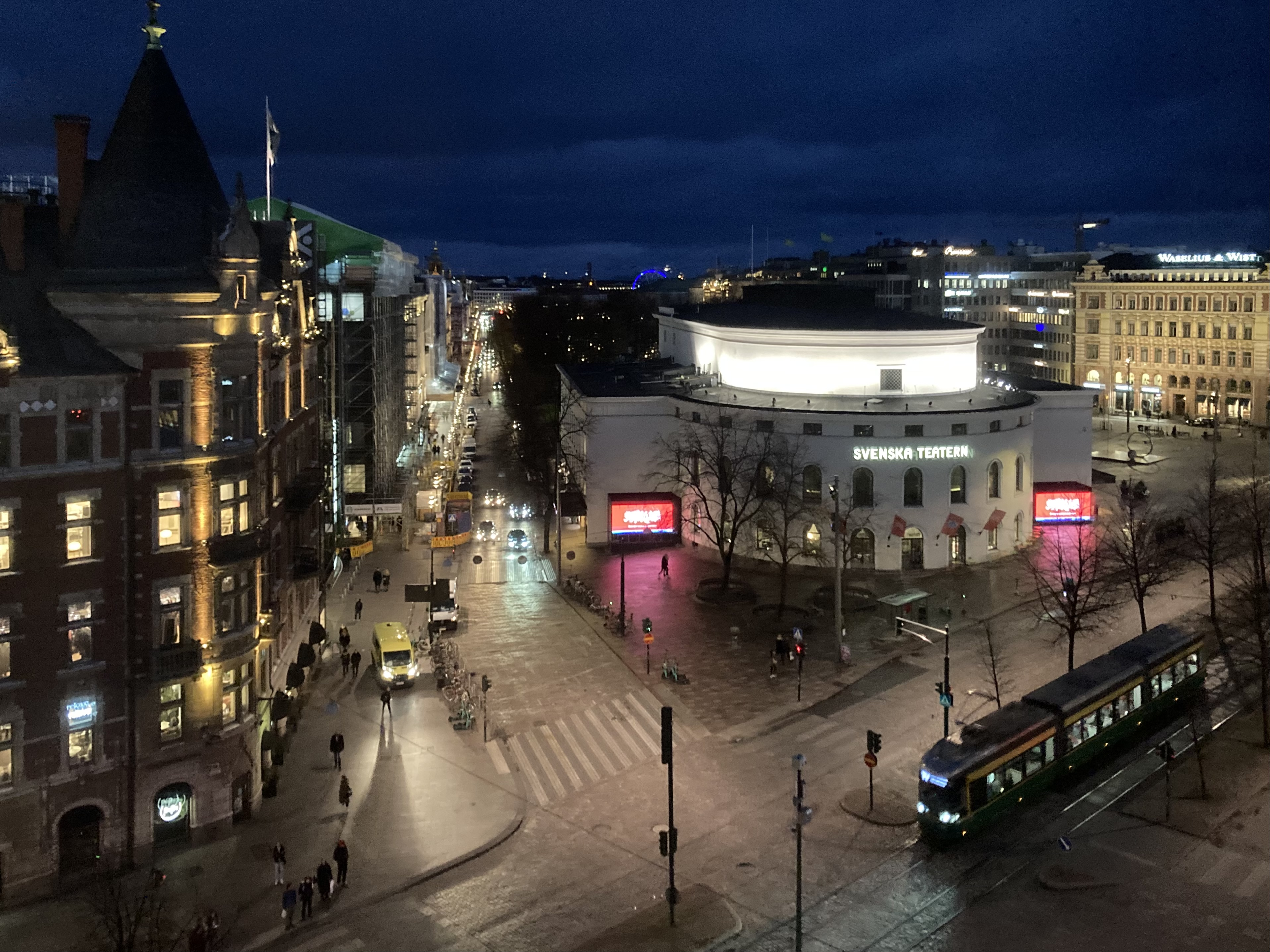
Pohjoisesplanadi vue de l'hôtel Marski.

Les rues sont nommées Eteläesplanadi (Esplanade sud) et Pohjoisesplanadi (Esplanade nord) et suivent un axe est-ouest, reliant Mannerheimintie et le square d'Erottaja à l'ouest avec la place du marché et le port Sud à l'est, sur une longueur d'environ 500 mètres. 
La rue Pohjoisesplanadi continue, sur le bord de la place du marché, jusqu'au canal de Katajanokka.
Il a été proposé de transformer la Rue Pohjoisesplanadi en zone piétonne et la voie automobile serait réservée aux cafés, restaurants et aux cyclistes.
La vitesse serait réduite à 20 km/h ce qui diminuerait les nuisances sonores.

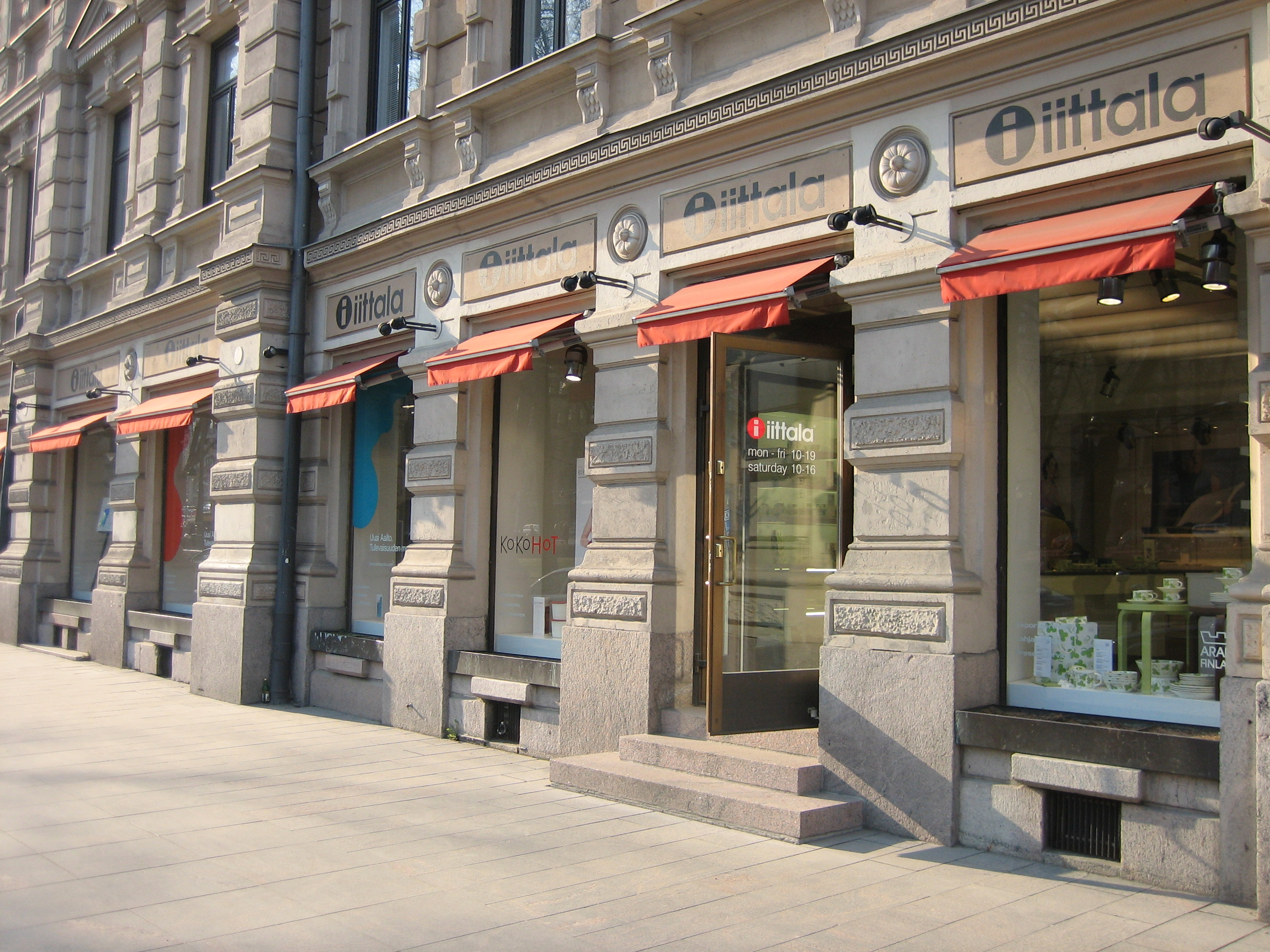
La rue Esplanadi avec la boutique de la célèbre marque de design finlandaise Iittala

## Le Parc

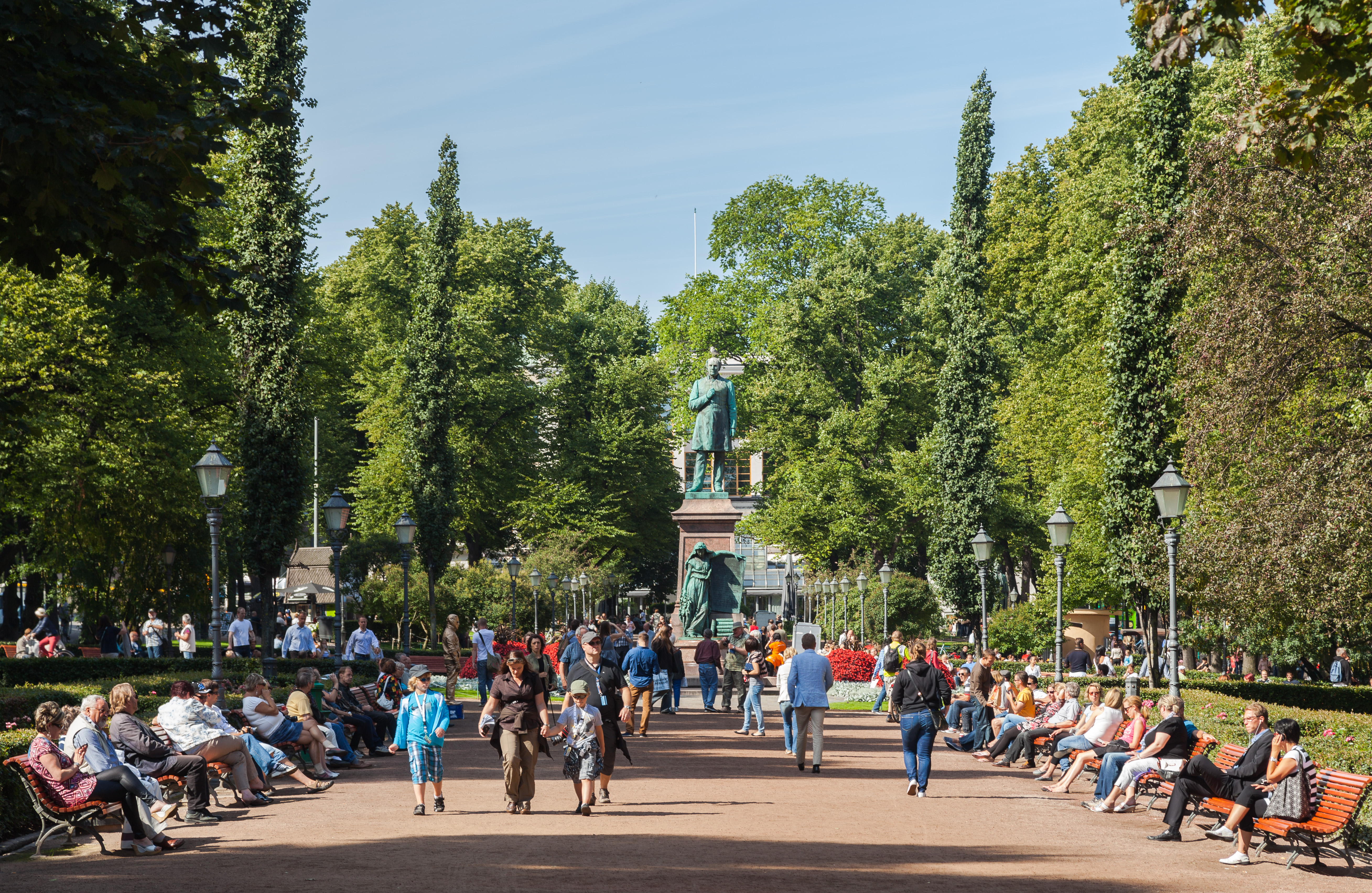
La statue de Johan Ludvig Runeberg au centre de l'esplanadi.

Le parc inauguré en 1812 est un lieu de promenade très fréquenté par les habitants de la capitale. Il abrite plusieurs statues et mémorials, en l'honneur de Johan Ludvig Runeberg, Zacharias Topelius ou encore Eino Leino. Les rues qui traversent le parc le divisent en trois parties qui s'appellent Teatteriesplanadi (l'Esplanade du Théâtre), Runebergin esplanadi (l'Esplanade Runeberg) et Kappeliesplanadi (l'Esplanade Kappeli; du nom d'un restaurant édifié dans le parc depuis 1867).  
Le parc est très actif l'été, de nombreux finlandais viennent y déjeuner et boire. Il y a de nombreux concerts de musique sur une scène en face du café Kappelli.

## Réserve d'eau
A 40-50 mètres de profondeur on a construit un réservoir de plusieurs dizaines de millions de litres d'eau qui sert de réserve d'eau froide pour le réseau de climatisation urbain qui refroidit les immeubles pendant la saison estivale.

## Bâtiments historiques de l'esplanade
De nombreux bâtiments historiques sont construits le long de l’esplanade,.

### Bâtiments d'Eteläesplanadi
| Adresse | Bâtiment                | Image |
| 1       | Chapelle de l'esplanade |       |
| 2       | Ancien siège d'UPM      |       |
| 4       | Eteläesplanadi 4        |       |
| 6       | Smolna                  |       |
| 14      | Savoy                   |       |
| 16      | Eteläesplanadi 16       |       |
| 24      | Eteläesplanadi 24       |       |

### Bâtiments de Pohjoisesplanadi
| Adresse | Bâtiment                  | Image |
| 1       | Palais présidentiel       |       |
| 2       | Théâtre suédois           |       |
| 3       | Cour suprême de Finlande  |       |
| 5       | Maison Lampa              |       |
| 7       | Ambassade de Suède        |       |
| 9       | Maison Govinius           |       |
| 11-13   | Hôtel de ville d’Helsinki |       |
| 15      | Immeuble Brofeldt         |       |
| 17      | Immeuble Aschan           |       |
| 19      | Immeuble Uschakoff        |       |
| 21      | Immeuble Cavonius         |       |
| 23      | Immeuble Palmqvist        |       |
| 25-27   | Immeuble Grönqvist        |       |
| 29      | Hôtel Kämp                |       |
| 31      | Immeuble Catani           |       |
| 33      | Immeuble Merkurius        |       |
| 35      | Passage Wrede             |       |
| 37      | Pohjoisesplanadi 37       |       |
| 39      | Maison du livre           |       |
| 41      | Grand magasin Stockmann   |       |